# アイドルマスター2 The world is all one!!
『アイドルマスター2 The world is all one!!』（アイドルマスター ツー ザ・ワールド・イズ・オール・ワン）は、アイドル育成ゲーム『THE IDOLM@STER 2』の漫画化作品。アスキー・メディアークスの雑誌『電撃G's magazine』に2011年3月号から2014年5月号まで連載された。作者は祐佑、原作はバンダイナムコゲームス。

## 概要
アイドル育成ゲーム『THE IDOLM@STER 2』のコミカライズ作品の一つ、作品のタイトルには他の2作品と同様にアイドルマスターシリーズの楽曲がついている。

## ストーリー
ひょんなことから765プロに潜入することになったライバル事務所961プロの社員が、天海春香、萩原雪歩、我那覇響のユニット「SprouT」のプロデューサー、そして961プロのスパイと2つの立場に身を置きながら765プロのプロデューサーとしてSprouTと共にIA大賞を目指していく。
他2つのコミカライズと異なりストーリーの流れは原作ゲームが基準となっている。

## 登場人物

### メインキャラクター
プロデューサー
原作ゲームにもプレイヤーの分身としてプロデューサーはいるが961プロのスパイ設定や容姿の設定はない。
冴えない男で、961プロの情報課にいたが大した成果を上げられずにいた。情報収集として765プロに行った時の報告が元でスパイとして765プロのプロデューサーとなった。前半は眼鏡をかけていなかったが961プロと袂を分かってからは視力とアイドルからの感謝のプレゼントとして眼鏡をかけるようになる。
考案されていたプロデューサーのアイデアには女性プロデューサー、現実の世界から漫画の世界にやってきたプロデューサー、ムキムキなオカマプロデューサー、髷のある武将のようなプロデューサー、裸ネクタイのプロデューサーがあった。
SprouT
765プロの新人アイドル、天海春香、萩原雪歩、我那覇響によるユニット。デビューしたものの半年間鳴かず飛ばずで、自分達の魅力を引き出してくれるプロデューサーを待っていた。作中ではユニットの名前はメンバーが出し合った中からプロデューサーが決めたとなっているが、公募で集めた名前を3人の声優が選考し決まった。

## 書籍情報
1. 2011年11月26日発売 ISBN 978-4-04-870988-0 帯コメントは中村繪里子
2. 2012年10月27日発売 ISBN 978-4-04-886720-7 帯コメントは浅倉杏美
3. 2013年3月27日 発売 ISBN 978-4-04-891355-3 帯コメントは沼倉愛美
4. 2013年10月26日発売 ISBN 978-4-04-891924-1 帯コメントは若林直美
5. 2014年4月26日 発売 ISBN 978-4-04-866535-3 帯コメントは中村繪里子